# Ambattur

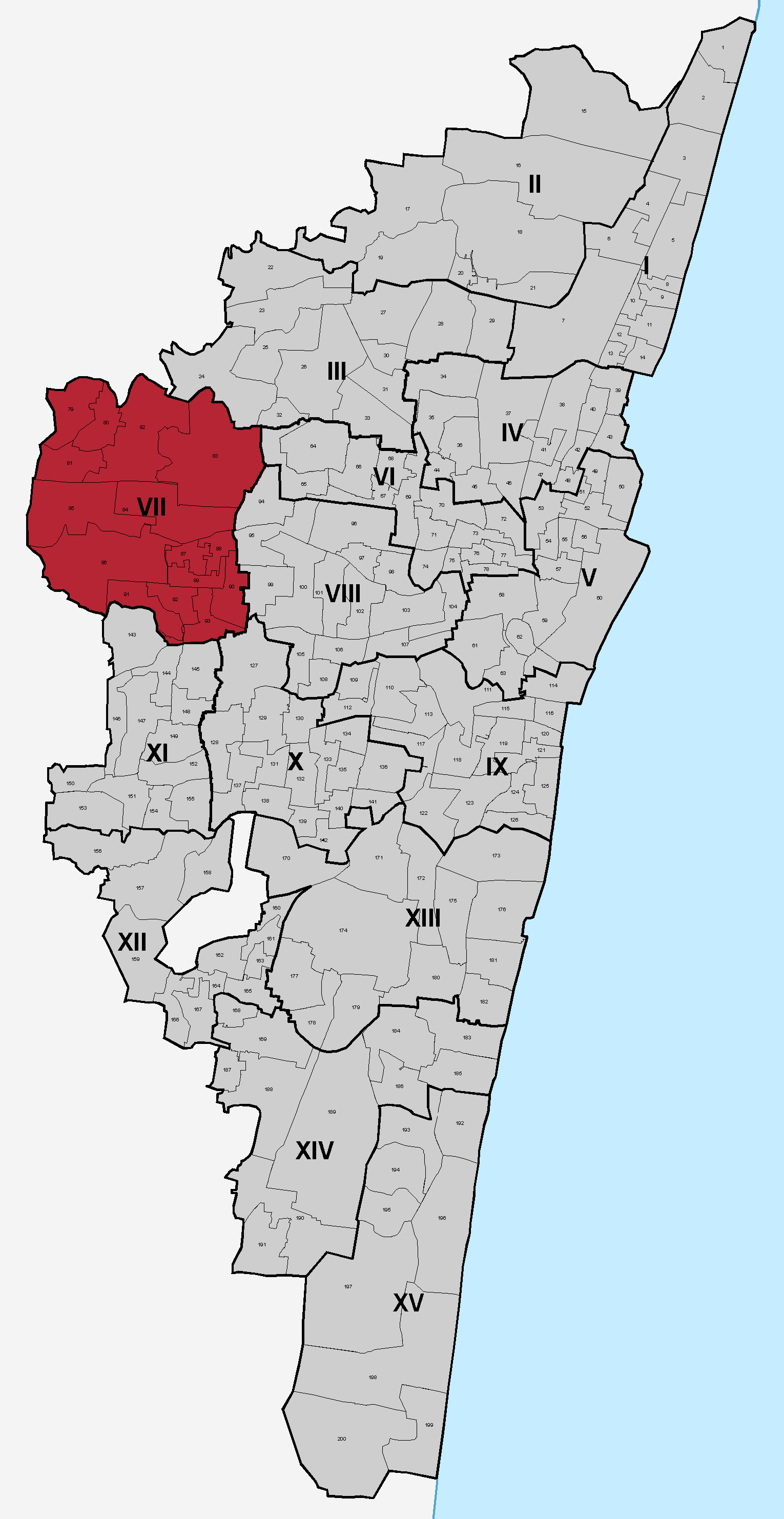
Lage der Zone Ambattur in Chennai

Ambattur (Tamil: அம்பத்தூர் Ampattūr [ˈambʌt̪ːuːɾ]) ist ein Stadtteil von Chennai (Madras), der Hauptstadt des indischen Bundesstaates Tamil Nadu. Ambattur bildet eine von 15 Zonen (zones) Chennais und umfasst 15 Stadtviertel (wards).

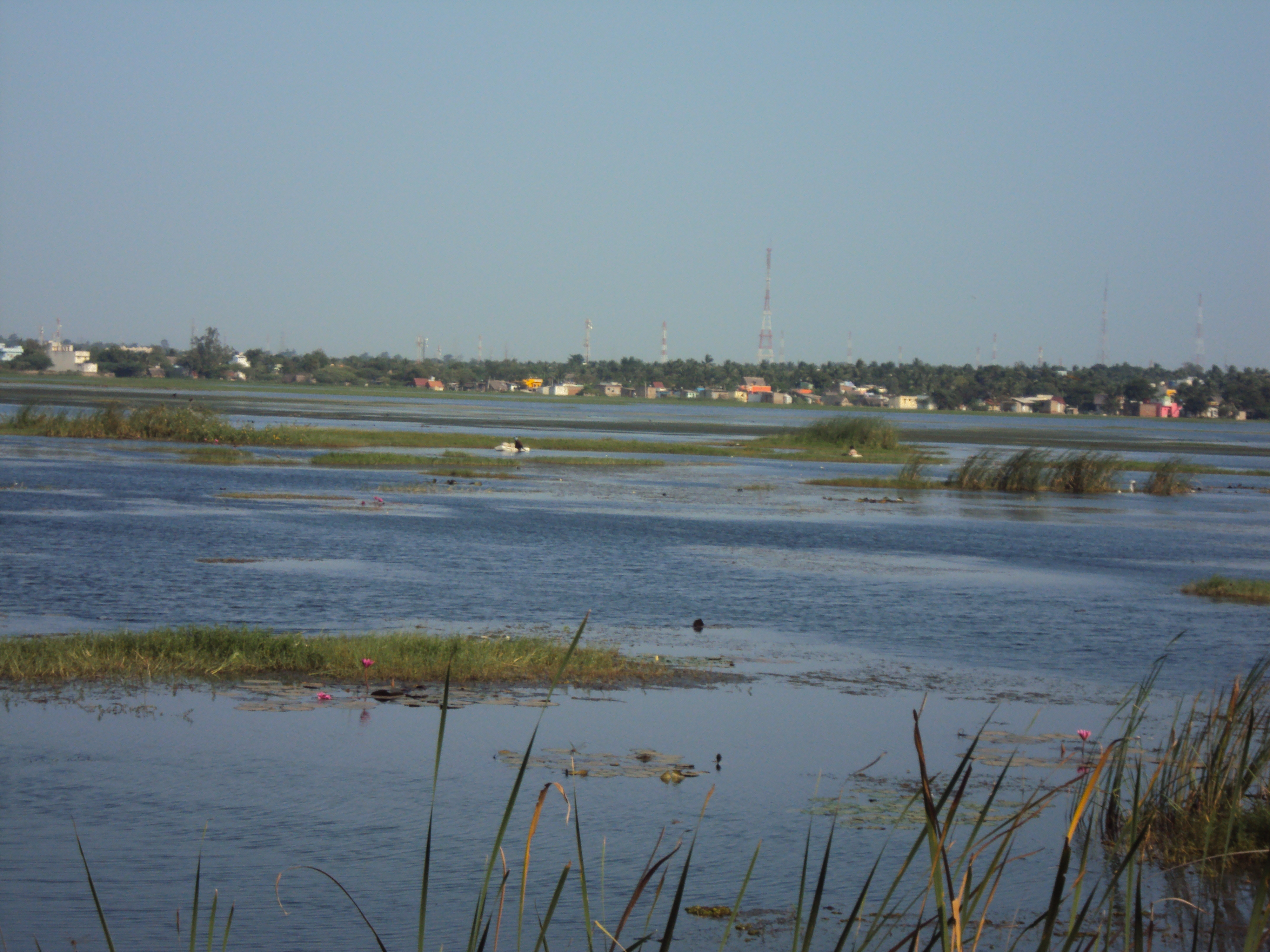
Der Ambattur-See

Ambattur liegt im Westen Chennais rund 15 Kilometer westlich der Innenstadt. Die Zone Ambattur hat eine Fläche von 38,5 Quadratkilometern. In Ambattur liegen zwei kleinere Seen, der Ambattur-See und der Korattur-See. Im Norden grenzt Ambattur zudem an das Ufer des größeren Puzhal-Sees. Ambattur verfügt über eine gute Verkehrsanbindung: Die NH 205 nach Tiruvallur, eine der Ausfallstraßen Chennais, und die Umgehungsstraße, welche die nationalen Fernstraßen NH 16, NH 205 und NH 4 miteinander verbindet, sowie eine Linie der Chennaier Vorortbahn (Chennai Suburban Railway) führen durch Ambattur. Daneben bestehen zahlreiche Busverbindungen.
Ursprünglich ein unbedeutendes Dorf, entwickelte sich Ambattur dank seiner guten Straßen- und Schienenverbindungen mit Chennai ab den 1960er Jahren zu einem bedeutenden Industriestandort. Neben der Großindustrie haben sich zahlreiche kleinere und mittlere Betriebe angesiedelt. Die wichtigsten Industriezweige sind die Metallverarbeitung, die Herstellung von Fahrrädern und Autoteilen, die Textilindustrie, der Maschinenbau, die Kautschukverarbeitung (u. a. Autoreifen) sowie die chemische und elektrotechnische Industrie.
Bis 2011 war Ambattur eine eigenständige Stadtgemeinde (municipality) mit 478.134 Einwohnern (Volkszählung 2011). Die Stadt war Hauptort des Taluks Ambattur im Distrikt Tiruvallur. Die Bevölkerungsentwicklung war stark ansteigend: Zwischen 2001 und 2011 wuchs die Einwohnerzahl um 53,8 Prozent. Zwischenzeitlich war Ambattur zur sechstgrößten Stadt Tamil Nadus angewachsen. Der Ort war aber faktisch längst zu einem Teil der Agglomeration Chennai geworden. Durch die Stadterweiterung Chennais wurde Ambattur auch administrativ in Chennai eingegliedert.